# Fulton (Mississippi)
Fulton è una città (city) degli Stati Uniti d'America, capoluogo della contea di Itawamba, nello Stato del Mississippi.